# Dinotrema kemneri
Dinotrema kemneri är en stekelart som först beskrevs av Simon Bengtsson 1926.  Dinotrema kemneri ingår i släktet Dinotrema, och familjen bracksteklar. Arten är reproducerande i Sverige.